# أريا (لاس بالماس)
بلدية أريا (بالإسبانية: Haría) هي بلدية تقع في مقاطعة لاس بالماس التابعة لمنطقة جزر الكناري جنوب غرب إسبانيا.

## الديموغرافيا
بلغ عدد سكان بلدية أريا 5.203 نسمة عام 2011 (وفقاً للمعهد الوطني للإحصاء الإسباني).
| 3.531 | 4.022 | 4.551 | 4.894 | 5.049 | 5.249 | 5.203 |

## معرض صور

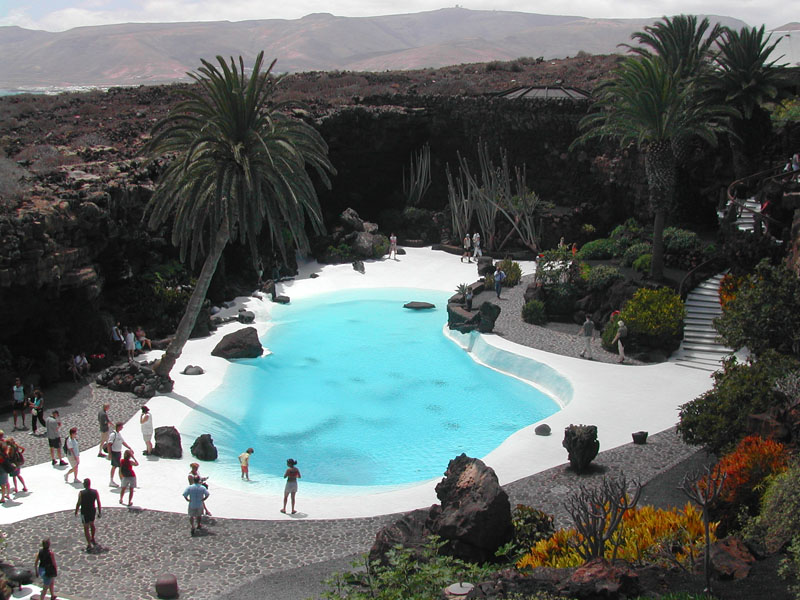
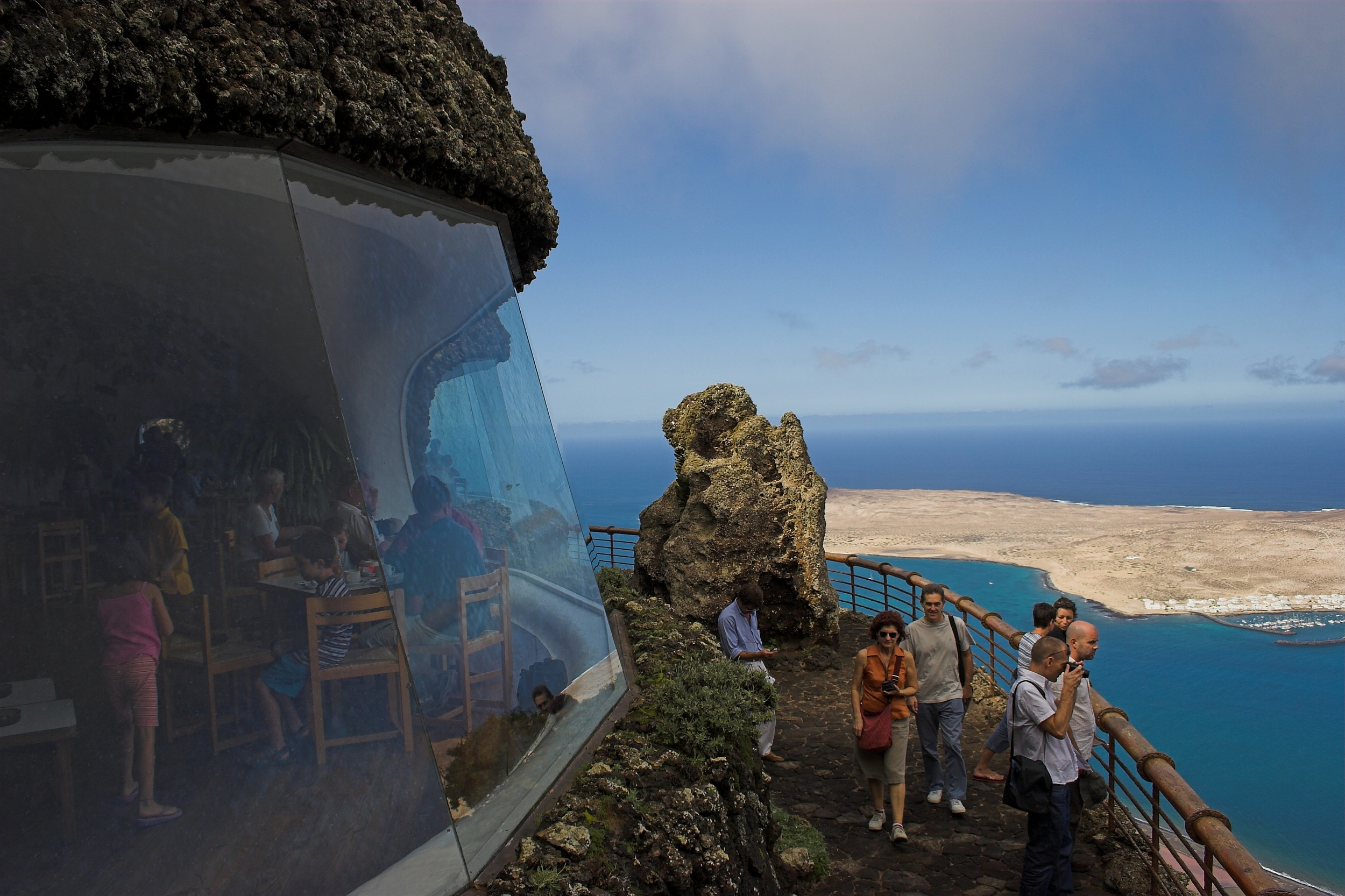
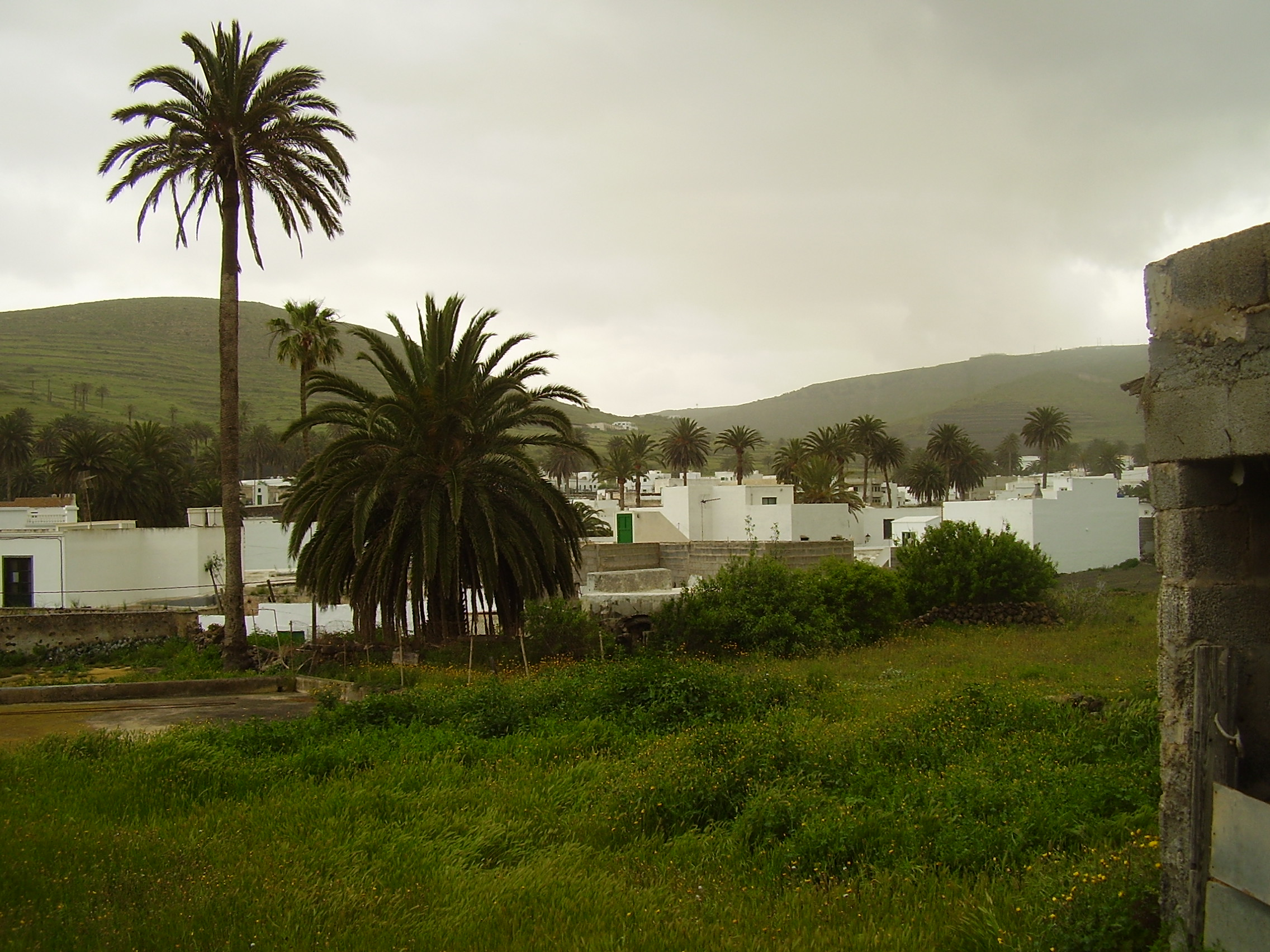